# Калъат-Диза
Калъат-Диза (араб. قلدز‎, курд. Qeladizê, قەڵادزێ) — город на северо-востоке Ирака, расположенный на территории мухафазы Сулеймания (автономия Иракский Курдистан).

## Географическое положение
Город находится в северной части мухафазы, в горной местности, к востоку от водохранилища Дукан, вблизи границы с Ираном. Абсолютная высота — 586 метров над уровнем моря.

Калъат-Диза расположена на расстоянии приблизительно 68 километров северо-северо-востоку (NNE) от Сулеймании, административного центра провинции и на расстоянии 312 километров к северо-северо-востоку от Багдада, столицы страны.

## Население
По данным последней официальной переписи 1965 года, население составляло 5 720 человек.
Динамика численности населения города по годам:
| 1965  | 2012   |
| ----- | ------ |
| 5 720 | 36 792 |

## Галерея

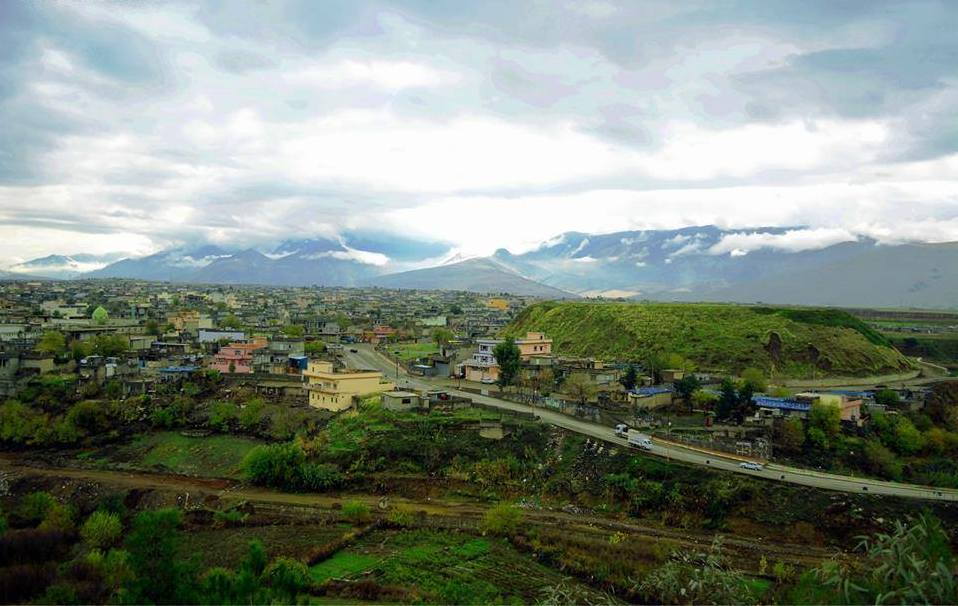
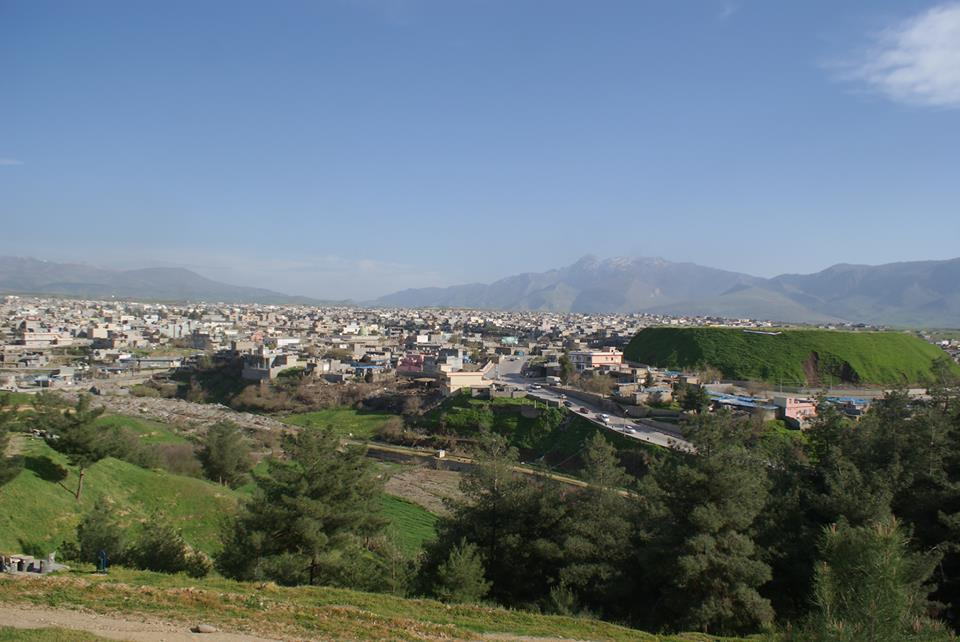
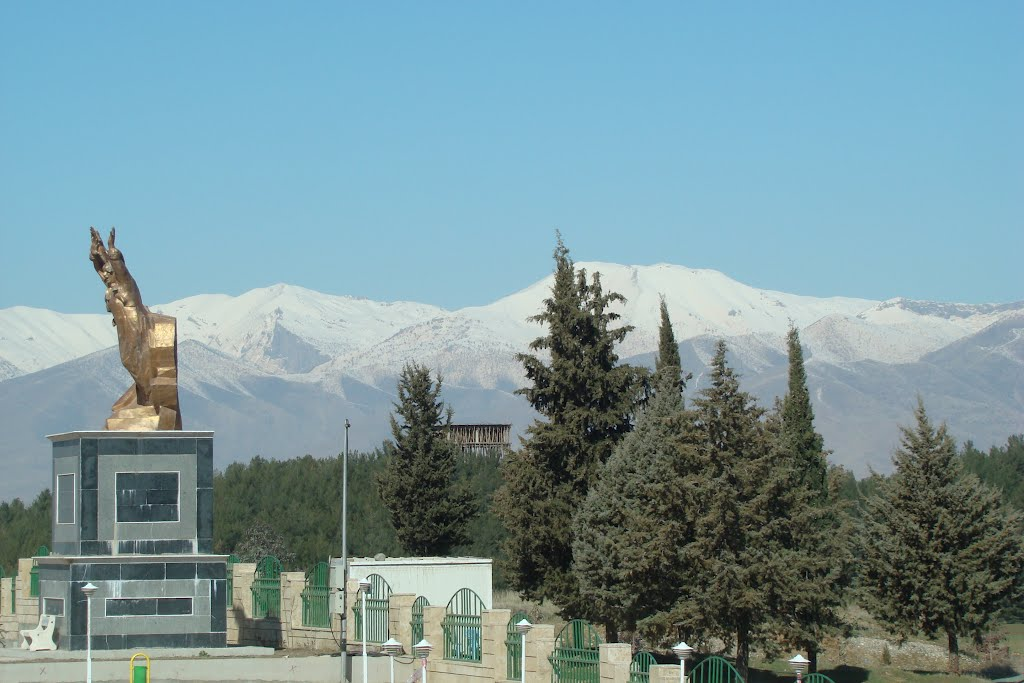
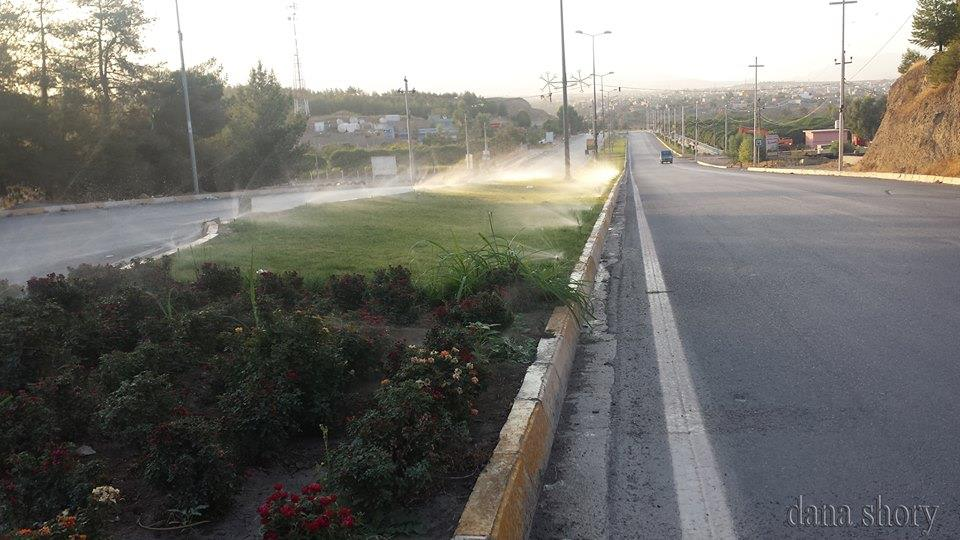
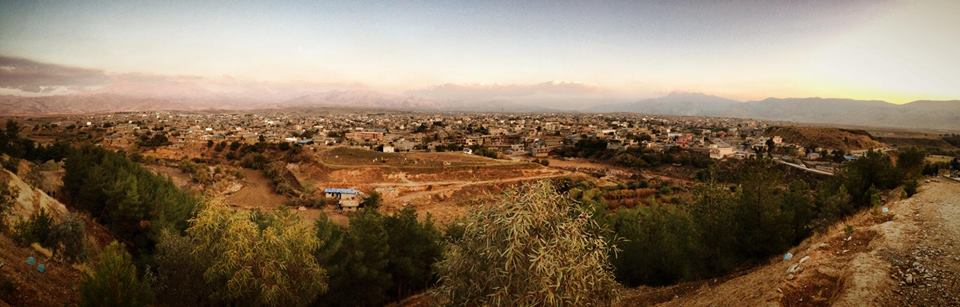
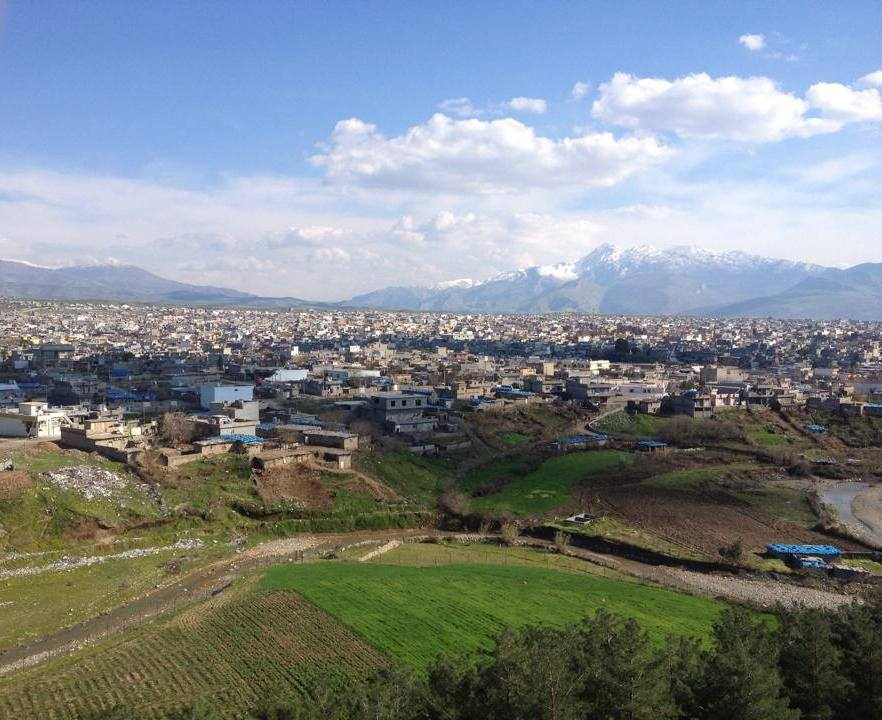
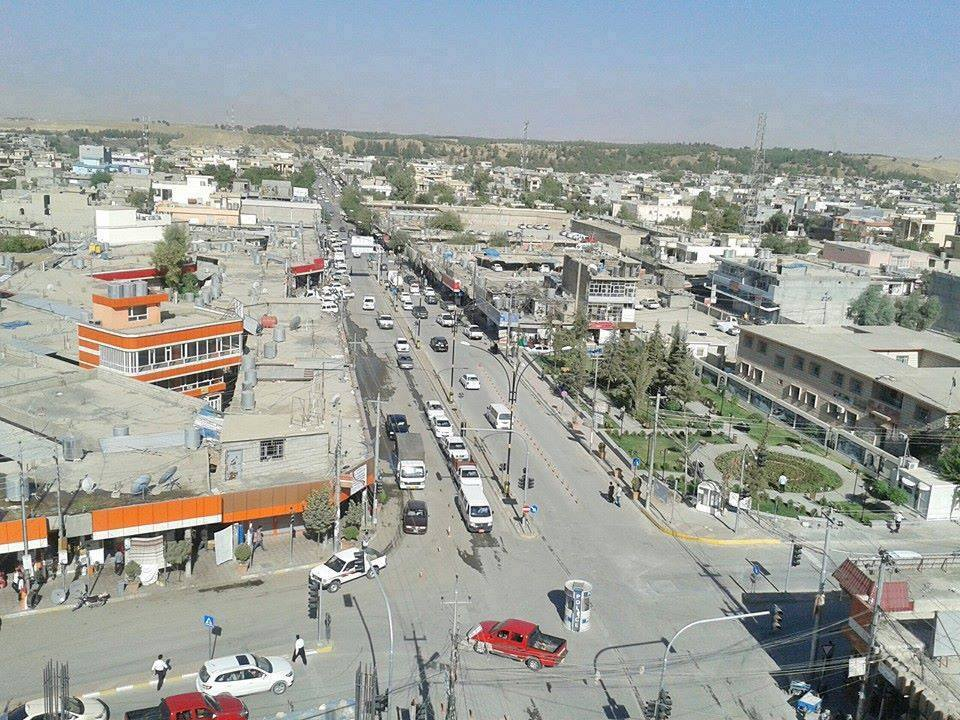